# Beautiful Intentions
Beautiful Intentions ist das dritte Soloalbum der englischen Sängerin Melanie C und zugleich das erste von ihrem eigenen Plattenlabel Red Girl Records, nachdem sie mit dem alten getrennte Wege gegangen war. Das Album wurde im April 2005 in mehreren europäischen Ländern veröffentlicht.

## Hintergrund
Melanie C arbeitete fast ein Jahr an dem Album. Eine Vorschau von mehreren Songs gab sie während ihrer Barfly mini tour im Juni 2004, bevor sie für die Aufnahmen ins Studio ging. Da das Album unter ihrem eigenen Label produziert wurde, kosteten Melanie C die gesamten Aufnahmen etwa eine Million Euro.
Trotz guter Kritiken und der erfolgreichen ersten Singleauskopplung Next Best Superstar verkaufte sich das Album zunächst nicht so gut wie erwartet – in den britischen Albumcharts schaffte es Beautiful Intentions in der ersten Verkaufswoche auf Platz 24.
In Deutschland erschien mit First Day of My Life bald darauf eine neue Single. Dieses von Guy Chambers und Enrique Iglesias geschriebene Lied ist die Titelmelodie zur ZDF-Telenovela Wege zum Glück (damals: Julia – Wege zum Glück). Das Musikvideo wurde am 26. August 2005 in der Innenstadt Hannovers gedreht. Am 1. Oktober 2005 trat Melanie C mit First Day of My Life bei Wetten, dass..? auf. Kurz darauf belegte sie in den deutschen Musik-Charts Platz 1 und verdrängte damit Robbie Williams mit Tripping – ihr bisher größter Erfolg in Deutschland. Die Single wurde zu einer der erfolgreichsten Singles des Jahres 2005. Zwei Monate später erschien eine Wiederveröffentlichung des bereits bekannten Albums Beautiful Intentions mit der Single First Day of My Life und brachte den gewünschten Erfolg. Es war weltweit erfolgreich und erreichte in Deutschland erneut die Top 20 nach seinem ersten Einstieg in die Top 15. In Portugal erreichte das Album sogar Platz 1 für knapp zehn Wochen. Das Album hat ihr zweites Werk Reason an Verkäufen deutlich überboten; die Nachfolgesingle Better Alone erreichte in Deutschland Platz 51.

## Titelliste
1. Beautiful Intentions (Chisholm, Boddy, Ladimeji) – 3:52
2. Next Best Superstar (Argyle) – 3:29
3. Better Alone (Chisholm, Vettese) – 4:35
4. Last Night on Earth (Chisholm, Thornalley, Munday) – 3:28
5. You Will See (Chisholm, Kroeyer, Binzer, Owais, Odedere) – 3:29
6. Never Say Never (Chisholm) – 3:11
7. Good Girl (Chisholm, Johansonn) – 4:07
8. Don’t Need This (Chisholm, Hatwell, Lane) – 3:50
9. Little Piece of Me (Chisholm, Buckton, Woodroffe) – 3:00
10. Here and Now (Chisholm, Benbrook, Simmons) – 4:29
11. Take Your Pleasure (Chisholm, Boddy, Ladimeji) – 3:11
12. You’ll Get Yours (Chisholm, Vettese) – 4:43
13. First Day of My Life (Guy Chambers, Enrique Iglesias) – 4:04

## Chartplatzierungen
| ChartsChartplatzierungen     | Höchstplatzierung | Wochen |
| ---------------------------- | ----------------- | ------ |
| Deutschland (GfK)            | 15 (29 Wo.)       | 29     |
| Österreich (Ö3)              | 12 (19 Wo.)       | 19     |
| Schweiz (IFPI)               | 14 (40 Wo.)       | 40     |
| Vereinigtes Königreich (OCC) | 24 (3 Wo.)        | 3      |